# Kinosternon herrerai
Kinosternon herrerai là một loài rùa trong họ Kinosternidae. Loài này được Stejneger mô tả khoa học đầu tiên năm 1925.